# Sarayacu
Sarayacu (Kichwa Sarayaku) ist eine Kichwa-Ortschaft am Río Bobonaza im ecuadorianischen Teil Amazoniens und hat ungefähr 1.200 kichwasprachige Einwohner.
Der Ortsname, der auch Name eines Flusses der Gegend ist, bedeutet auf Kichwa „Mais-Wasser“ oder „Mais-Fluss“ (sara, „Mais“; yaku, „Wasser“).

## Politische Zugehörigkeit
Administrativ gehört Sarayaku als Kirchspiel zum Kanton Pastaza der Provinz Pastaza. Das gesamte Kirchspiel Sarayacu hatte bei der Volkszählung 2001 2.195 Einwohner. Nach 1912 war Sarayacu einige Jahre Hauptort dieses Kantons, bevor diese Aufgabe an Puyo überging.
Die Gemeinde ist Mitglied der „Organisation indigener Völker von Pastaza“ (Organización de Pueblos Indígenas de Pastaza / OPIP, Kichwa: Pastaza Runakuna Tantanakuy).

## Lage
Das Verwaltungszentrum der Parroquia befindet sich 63 km ostsüdöstlich der Provinzhauptstadt Puyo. Der Río Bobonaza durchfließt das Areal in überwiegend südsüdöstlicher Richtung. Im Süden reicht das Gebiet bis zum Flussufer des Río Napo. Dessen linker Nebenfluss Río Gualino verläuft entlang der westlichen Verwaltungsgrenze. Im Norden wird die Parroquia von dem nach Osten fließenden Río Villano, ein rechter Nebenfluss des Río Curaray, begrenzt.
In der Parroquia gibt es folgende Kommunen ("Comunidades"): Morete Cocha, Llanchama Cocha, Wituk Yaku, Mashient, Shiwakocha, Achuar, Kali Kali, Raya Yacu, Tarapoto, Kuankua, Kintiuk, Guaraní, Masurash, Jatun Molino, Kurintza, Sarayaquillo, Santiak, Uyuimi, Chonta Yaku, Piwiri, Pakayaku, Kuri Yaku, 6 de Diciembre, Kanus, Selva Alegre, Manka Allpa, Lipuno, Tsentsak, Mawka Llacta, Kushillu Kachi, Puma, Wuayusa Urku und Pumbulumi.

## Wirtschaft
Traditionell lebt die Gemeinde auf Subsistenzbasis vom Fischfang, Wanderfeldbau und Pflanzensammeln im Regenwald. Inzwischen spielt der Ökotourismus eine zunehmende Rolle.

## Bildung
Für Sarayaku ist sein mehrsprachiges und interkulturelles Schulwesen eine wichtige Komponente seiner Entwicklungsstrategie. Es gibt sechs Primarschulen und eine Sekundarschule. Darüber hinaus gibt es in der Gemeinde ein Universitätsprogramm (yachay, „Wissen“) in Zusammenarbeit mit den Universitäten von Cuenca (Ecuador) und Lleida (Spanien).

## Widerstand gegen Erdölförderung
Bekannt wurde die Gemeinde durch ihren bis heute anhaltenden Widerstand gegen die von der ecuadorianischen Regierung beschlossene Erschließung des ihr gehörenden Regenwalds für die Erdölförderung durch unter anderem den argentinischen Erdölkonzern Compañía General de Combustibles (CGC), was mit Enteignung ihres Landes und Umweltzerstörung verbunden wäre. Die Einwohner verfügen über eine Satellitenschüssel und nutzen mit ihrer eigenen Website das Internet zur Information der Bevölkerung des Landes. Eine Solaranlage sorgt mitten im Regenwald für Strom, der für den Betrieb eines Internetcafés benötigt wird. Finanziert wurde die moderne Technik unter anderem durch Spenden und die Bekanntheit des Ortes in der Öffentlichkeit aufgrund von Filmen von Eriberto Gualinga. Seine Dokumentationen des Widerstandes seines Dorfes waren weltweit auf Festivals zu sehen.
Der Widerstand der Kichwa in Sarayaku gegen die Ölförderung in ihrem Gebiet begann 1989, als sie Bohrungen des Konzerns ARCO (früher ecuadorianisch, heute zur britischen BP gehörend) in ihrem Gebiet verhinderten. Der Gemeinde wurde 1992 ein Gebiet von ca. 130.000 Hektar zugesprochen. Die Ressourcen sind jedoch laut Gesetz trotzdem in Besitz des Staates geblieben. Die Regierung hat 1996 / 2003 das Gebiet in Blöcke zur Erdölförderung unterteilt: Dem argentinischen Konzern CGC wurde die Konzession für das als Block 23 ausgewiesene Gebiet zugeteilt, dem italienischen Unternehmen Agip Block 10. Die Prospektionsarbeiten wurden zunächst gestoppt, nachdem Proteste der Bevölkerung laut wurden. Bei der Kommission für Menschenrechte wurde daraufhin eine Klage gegen CGC von der Bevölkerung von Sarayaku eingereicht. 1998 wurde dann von dem Verfassungsgericht anerkannt, dass die Erdölförderung gegen die Rechte der indigenen Völker verstößt und 2004 erließ der Interamerikanische Gerichtshof für Menschenrechte in Costa Rica provisorische Maßnahmen zugunsten der indigenen Bevölkerung in der Region.
Erdölfirmen versuchten seitdem immer wieder an Land zukommen. Die Rechte, worauf sich die Sarayaku beziehen, sind die in der Verfassung garantierten so genannten „kollektiven Rechte“ (ILO 169). Das Übereinkommen über eingeborene und in Stämmen lebende Völker in unabhängigen Ländern von 1989 (ILO 169) ist ein internationales Übereinkommen, das den Schutz indigener Völker und deren Land zum Inhalt hat, auch die ecuadorianische Regierung hat das Abkommen unterzeichnet und gibt ihm dadurch Gewicht. In diesem Fall bedeutet das für die Kichwa, dass sie als Indigene schon lange vor der Besiedlung durch die Europäer in der Region gelebt haben und ihnen deshalb besondere Rechte und Selbstbestimmung über ihr Territorium zustehen. Das Eindringen von Unternehmen wird durch das Unwissen von vielen lokalen Gemeindeverwaltungen unterstützt, denn sie kennen die Gesetze des Staates nicht genau.
Im Juli 2012 gewann Sarayaku nach 10 Jahren seinen Rechtsstreit gegen den ecuadorianischen Staat: Der Interamerikanische Gerichtshof für Menschenrechte bestätigt in seinem Urteil die Verantwortung des Staates für die Verletzung der Rechte der Kichwa. Sie erhalten eine Entschädigung, der Sprengstoff auf ihrem Land muss geräumt werden. Der Gerichtshof bekräftigt das Recht der Kichwa auf selbstbestimmte Entwicklung.
Mit der Entschädigung gründete die Dorfgemeinschaft einerseits eine Bank, welche Mikrokredite bis 500 Dollar vergibt, andererseits wurden 600.000 Dollar eingesetzt, um zwei Flugzeuge zu kaufen, welche als „Air Sarayacu“ 400 Dschungeldörfer anfliegt. Viele damit durchgeführte Flüge dienen dem Transport von Personen mit Schlangenbissen ins Spital.

## Söhne und Töchter der Gemeinde
- Marlon Santi, 2008–2011 Vorsitzender des Indigenenverbandes CONAIE.